# Ervin Zukanović
Ervin Zukanović (bs[ěrʋin zukâːnoʋitɕ]; n. 11 februarie 1987) este un fotbalist profesionist bosniac care joacă pe postul de fundaș central pentru clubul Genoa din Serie A și pentru echipa națională a Bosniei și Herțegovinei.
Zukanović și-a început cariera la Željezničar. După ce a părăsit clubul, a fost împrumutat pentru scurtă vreme la  Austria Lustenau II, Velež, Sulzberg și Uerdingen 05, înainte de a se stabili în Belgia, unde a jucat pentru Dender, Eupen, Kortrijk și Gent. În 2014 a fost împrumutat la Chievo. În anul următor a semnat cu Sampdoria. Apoi s-a transferat la Roma, care l-a împrumutat laAtalanta în 2016. În sezonul următor a fost împrumutat la Genova, fiind transferat definitiv în 2018.
Zukanović și-a făcut debutul la naționala mare pentru Bosnia și Herțegovina în 2012, strângând de atunci peste 30 de selecții.

## Cariera pe echipe

### Primii ani
Zukanović si-a inceput cariera la echipa din orașul său natal Željezničar, cu care si-a făcut debutul în fotbalul profesionist în 2005. După ce a plecat de la Željezničar, a fost împrumutat la multe echipe din diviziile inferioare, cum ar fi Austria Lustenau II, Velež, FC Sulzberg și Uerdingen.
În ianuarie 2009, el a semnat un contract cu Dender din postura de jucător liber de contract. A marcat pentru această echipă primul gol la profesioniști, într-un meci de campionat împotriva lui Genk, pe 7 martie. În iulie 2010, a plecat la clubul belgian Eupen. Un an mai târziu, a fost transferat la Kortrijk pentru suma de 200.000 €. În ianuarie 2013, a semnat un contract cu Gent pe patru ani și jumătate pentru o sumă de transfer care nu a fost făcută publică.

### Chievo
La 20 iunie 2014, Zukanovic a fost împrumutat la Chievo pentru un sezon, cu opțiune de cumpărare. Și-a făcut debutul pentru echipă pe 24 septembrie. La 26 octombrie, a marcat primul gol pentru club în deplasare cu Genoa.
La 12 iunie 2015, Chievo și-a exercitat opțiunea de a-l transfera definitiv pentru 1 milion de euro.

### Sampdoria
Cu toate acestea, doar o lună mai târziu, Zukanović a semnat un contrat pe trei ani cu Sampdoria, care l-a transferat pentru 3 milioane de euro plus Fabrizio Cacciatore. El și-a făcut debutul pentru club în calificările UEFA Europa League împotriva Voivodinei pe 30 iulie. La 25 octombrie, Zukanović a dat primul gol pentru Sampdoria, într-o victorie cu Chievo.

### AS Roma
La 29 ianuarie 2016, Zukanovic a ajuns la Roma, care a plătit 1,5 milioane de euro în schimbul lui.
În iulie 2016, Zukanović a fost împrumutat la Atalanta pe un sezon.